# Cirene
Cirene è stata un'importante città dell'Antica Grecia e poi romana del Mediterraneo, che si trovava vicino all'odierna cittadina di Shahat, in Libia orientale, nel distretto di al-Jabal al-Akhdar.
È un importante sito archeologico per lo studio della cultura greco-romana e della sua presenza in Nordafrica. Città di molti filosofi e influente centro culturale per tutta la Cirenaica.

## Cirene storica
Cirene fu fondata intorno al 630 a.C. dai dori (greci) che provenivano da Thera, l'odierna Santorini, e pretendevano di discendere da Euristeo: la colonizzazione si rese necessaria a causa del responso dell'oracolo di Delfi che impose ai terei di fondare una colonia in Libia. Il primo a governare la città fu Aristotele Batto (in greco "batto" significa "balbuziente") il fondatore, i cui discendenti mantennero il potere per ben otto generazioni, fino al 440 a.C.
Accettando il papato della Persia, con cui si alleò nel VI secolo a.C., Cirene conobbe grande prosperità sotto Batto IV di Cirene il cui regno durò quarant'anni (514-470 a.C.) e nel corso del quale fu introdotto il culto di un nuovo dio, Ammone, attraverso l'identificazione dell'egizio dio oracolo dell'oasi di Siwa con Zeus, re degli dei del pantheon greco: l'identificazione fu favorita da un gioco di parole della lingua greca, per cui ammos significa "sabbioso" e quindi Ammone non è che lo "Zeus sabbioso" dell'oasi.
L'ultimo discendente di Aristotele Batto fu Arcesilao IV che divenne re nel 470 a.C. ma che dovette la celebrità ad una sua partecipazione ai giochi pitici di Delfi nel 462 a.C., quando trionfò nella corsa delle bighe: la vittoria fu celebrata da Pindaro nella quarta e quinta ode pitica. I contrasti di Arcesilao con l'opposizione portarono ad una guerra civile che si concluse nel 440 con l'esilio del re, successivamente assassinato nella vicina Esperide-Berenice (l'odierna Bengasi).
Con la fine della monarchia di Arcesilao, Cirene fu riorganizzata in una democrazia che permase fino all'Età ellenistica quando la città entrò nell'orbita del Regno tolemaico d'Egitto, pur conoscendo qualche periodo di indipendenza. Risale a quest'epoca la costituzione della cosiddetta Pentapoli cirenaica, federazione formata insieme alle città di Apollonia (che fungeva da porto di Cirene), Arsinoe, Berenice e Barce, cui si aggiunse in un secondo tempo il porto di quest'ultima città, Tolemaide.
Nel IV secolo a.C. vi fiorirono i cosiddetti filosofi cirenaici, tra cui ebbe un ruolo preminente Aristippo, e così la città fu soprannominata "Atene d'Africa". Nello stesso periodo diede i natali al poeta Callimaco (310 a.C.) e al geografo e astronomo Eratostene (276 a.C.). Dopo un periodo di protettorato romano nel corso del II secolo a.C. restò ai Tolomei fino a che uno di costoro, Tolomeo Apione, re di Cirene per vent'anni, decise di lasciare in eredità a Roma sia la città sia il resto della Pentapoli cirenaica nel 96 a.C.. Peraltro, solo nel 74 a.C. Cirene e la Cirenaica furono elevate, insieme a Creta, al rango di provincia romana. In questo periodo, anche a motivo di una certa libertà fiscale, Cirene conobbe il suo momento di massimo splendore, diventando uno snodo commerciale di prima importanza per il traffico di merci fra Europa e Africa.
Entrata stabilmente nell'orbita romana, con la fine delle guerre civili beneficiò della pax romana di Augusto che vi fece costruire un tempio dedicato a Zeus che ospitava una replica delle celebre statua del dio realizzata da Fidia. Di Cirene, o di una località limitrofa, sarebbe stato originario Simone, detto "il Cireneo" cioè colui che durante il calvario fu obbligato dai soldati romani a prendere su di sé la Croce e portarla al posto di Gesù (Mt 27,32; Mc 15,21; Lc 23,26) e di cui fu scoperto il sepolcro presso Gerusalemme.
La pace di cui godeva la città fu interrotta nel 115, quando un cirenaico di origine ebrea, di nome Lukuas-Andreas, affermò di essere il Messia e scatenò una rivolta che portò a devastazioni su larga scala. Roma ripristinò il controllo sulla regione e l'imperatore Adriano provvide alla ricostruzione che portò ad una nuova fioritura della città. Nel 365 subì ingenti danni a causa di un terribile terremoto che si abbatté su tutta la Cirenaica e che fece sprofondare in mare buona parte della città di Apollonia, porto di Cirene. In seguito a ciò fu Tolemaide, meno danneggiata delle altre città della Pentapoli, a diventare capitale della Libya Superior.
Le invasioni barbariche della tarda antichità accelerarono il declino della città, di cui il vescovo Sinesio di Cirene ci ha lasciato testimonianza nella lettere e nella Catastasis, scritte tra il 400 e il 414. Nel 410 la città fu definitivamente abbandonata ai nomadi laguatani e non fu più riconquistata dall'Impero romano, neppure durante la cosiddetta Ananeosis (Ἀνανέωσις), cioè la rinascita della Cirenaica, voluta dall'imperatore Giustiniano.

## Cirene odierna

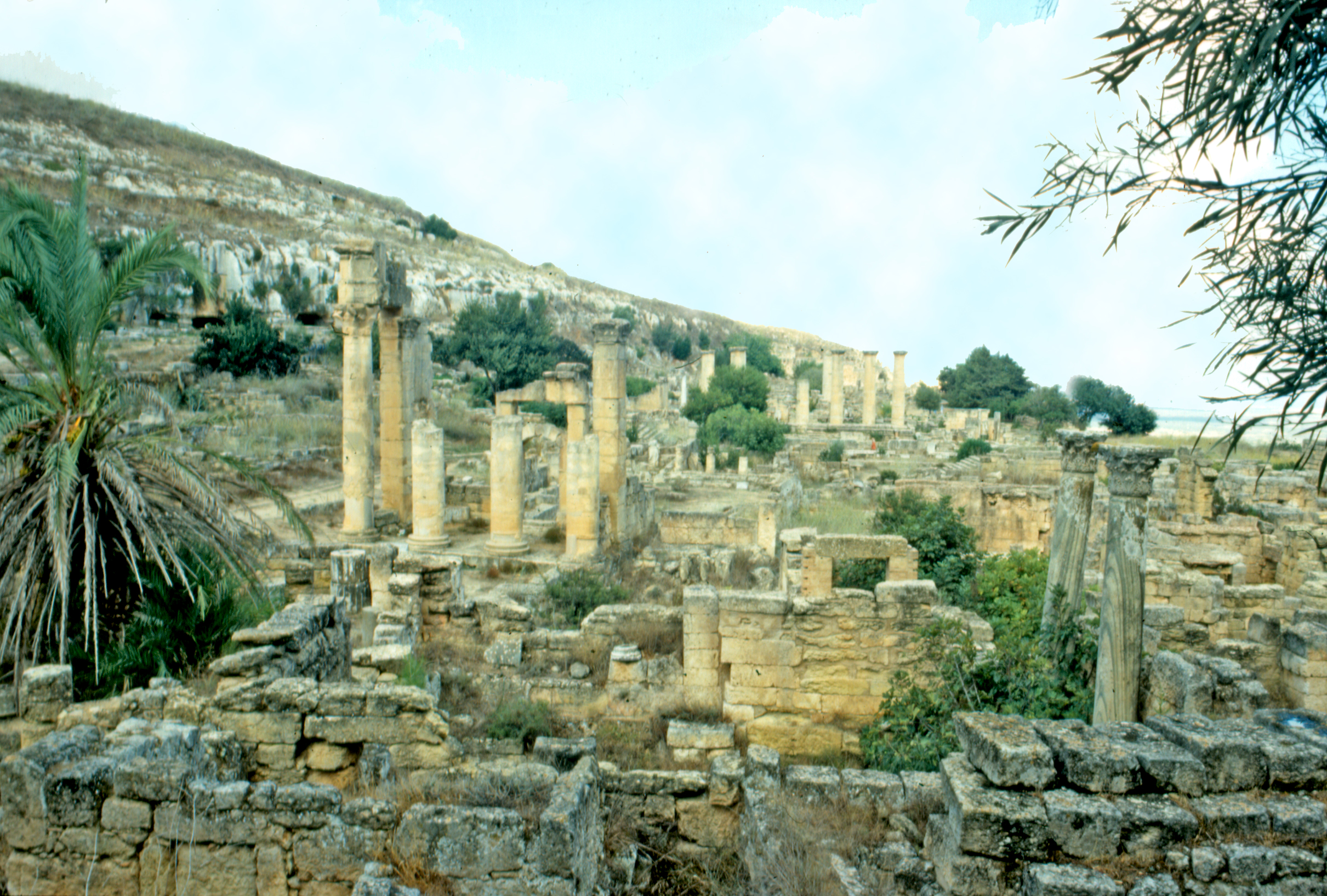
Il santuario di Apollo

La Cirene odierna - in arabo ﻗﻮﺭﻳﻨﺎ‎?, Qūrīnā o ﻗﻮﺭﻳﻨﻲ, Qūrīnī - è una cittadina di appena 8 000 abitanti.
È nota soprattutto per gli importanti siti archeologici con rovine della Cirene greco-romana, che l'hanno fatta qualificare come patrimonio dell'umanità dall'UNESCO.

## Monumenti e opere d'arte
I principali resti di epoca greco-romana sono l'acropoli, il foro romano, il santuario di Apollo e il tempio di Zeus (è il tempio greco più grande del Nordafrica ed è più grande del Partenone di Atene) che, come si è detto poc'anzi, ospitava una replica della statua di Zeus di Fidia.
È rimasta anche una grande necropoli, con numerosi sepolcri (datati dal VI secolo a.C. al IV secolo d.C.) e tempietti di Ecate e dei Dioscuri.
È ben conservato anche l'impianto idrico romano, che include condotti sia sotterranei che sopraelevati e acquedotti.
Nel 2025 sono state rinvenute sei tombe rupestri con corredo funebre, influenzate dall'arte e religione greca (Persefone è Demetra) ed ellenistica.

### LaVenere di Cirene

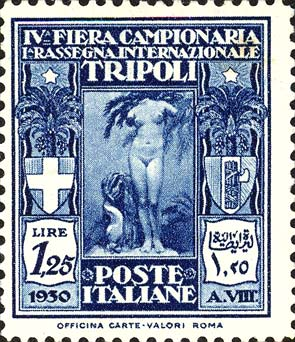
Francobollo italiano del 1930 raffigurante la Venere di Cirene, emesso quando la Libia era colonia italiana

La Venere di Cirene è una statua di Venere anadiomene ritrovata per caso nel 1913 da soldati italiani ed esposta nell'Aula ottagona delle Terme di Diocleziano del Museo Nazionale Romano, a Roma dal 1914 al 2008, anno in cui è stata restituita alla Libia.

## Galleria d'immagini

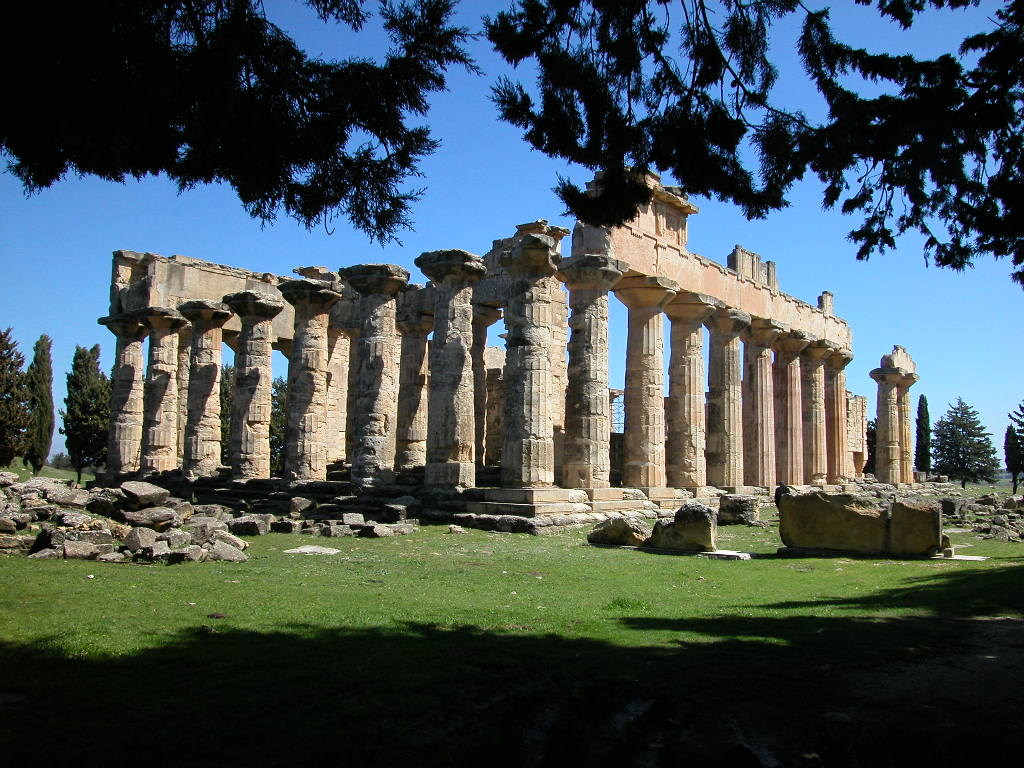
Il Tempio di Zeus
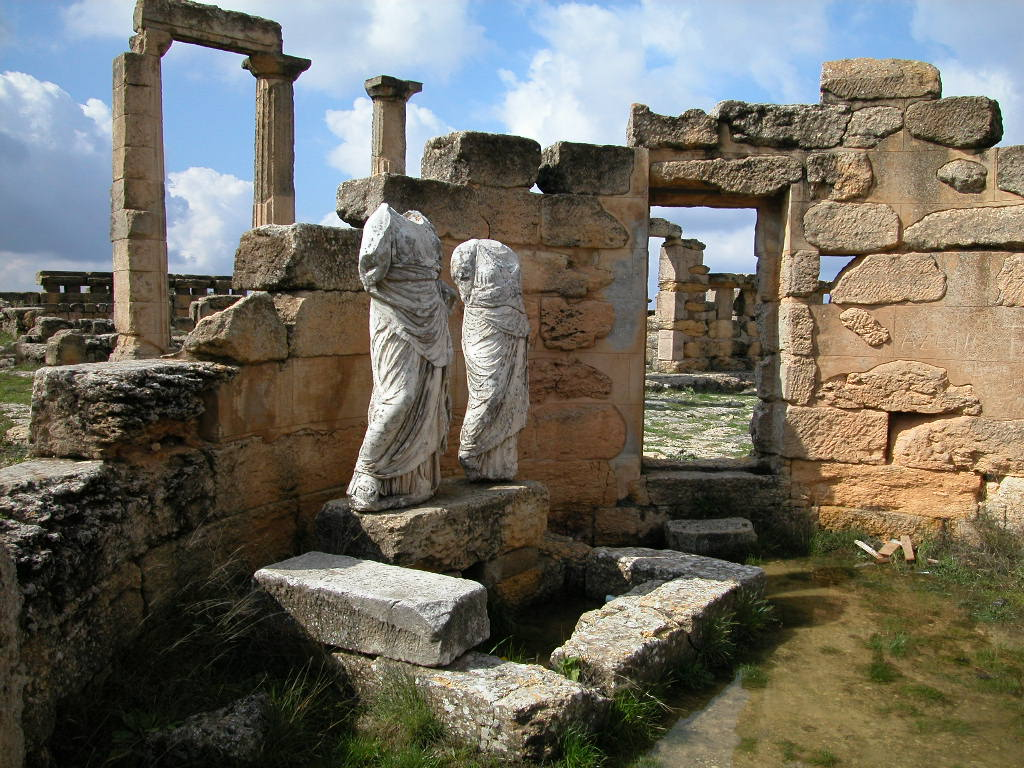
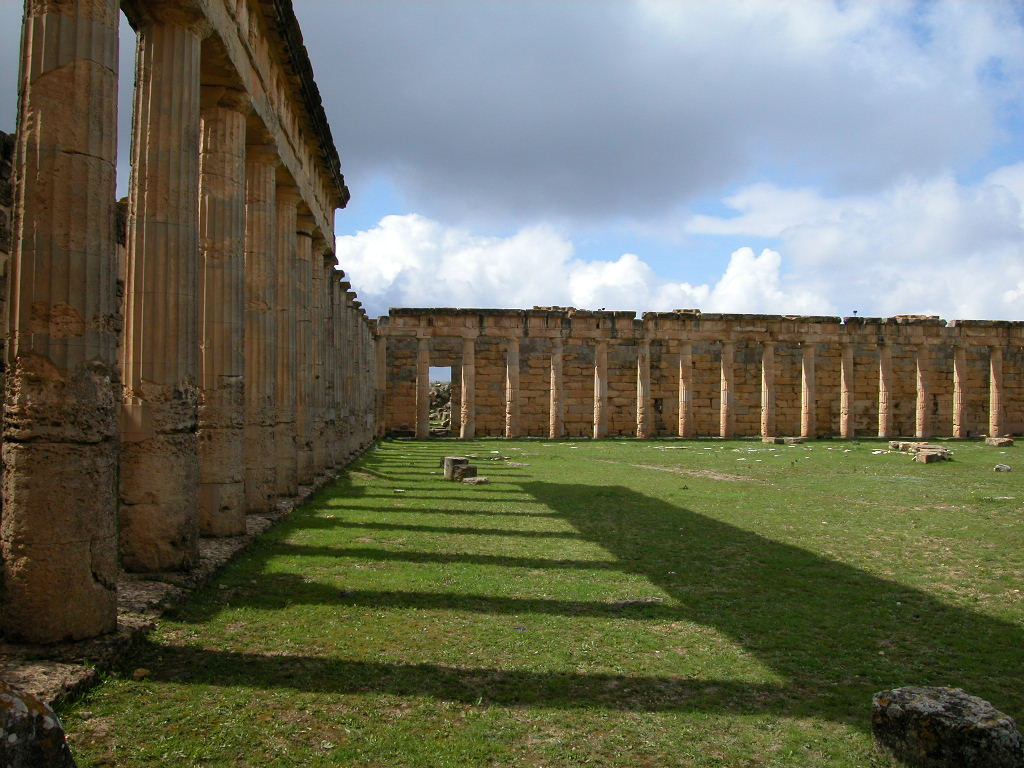
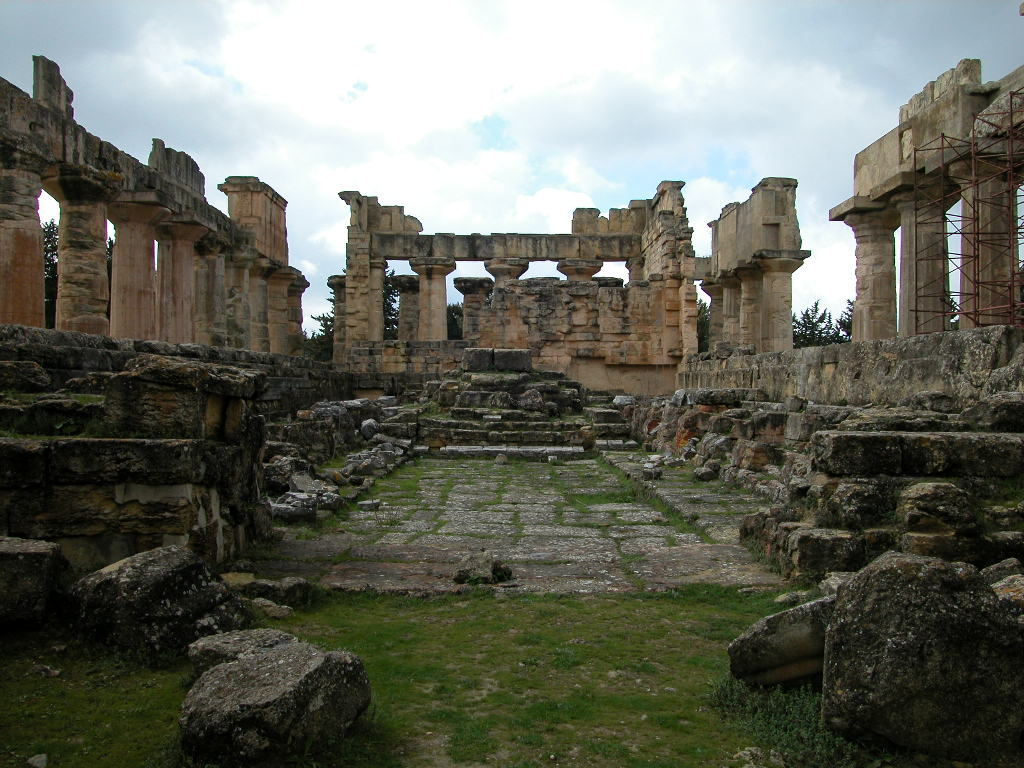
Il Tempio di Zeus
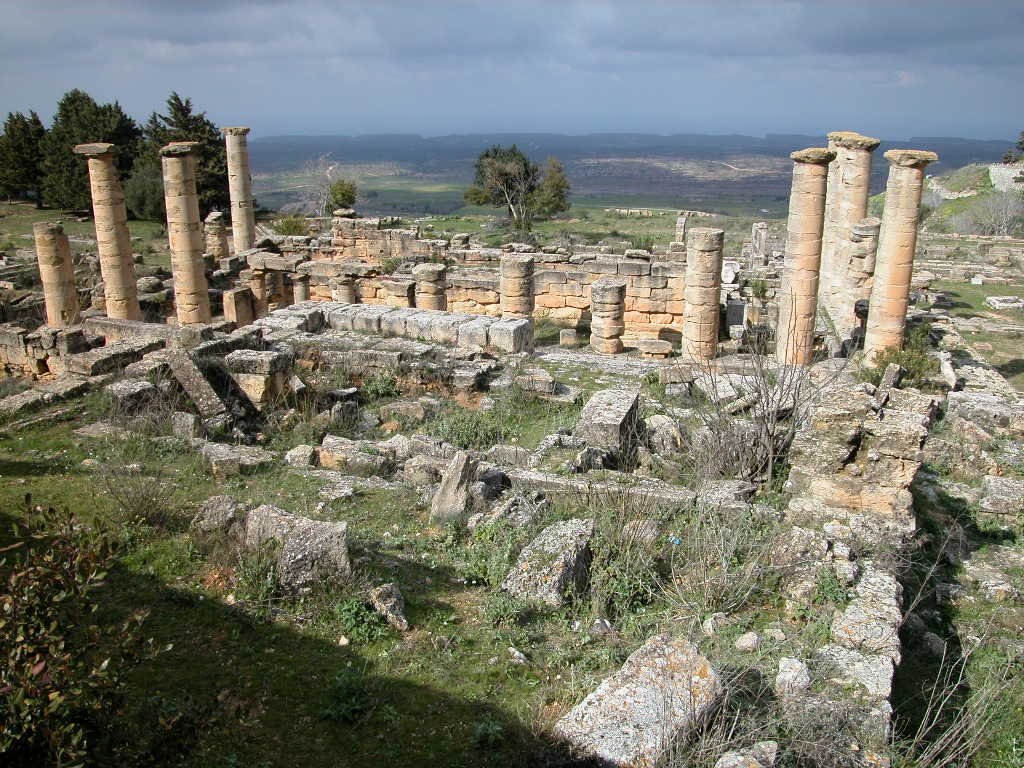
Il santuario di Apollo
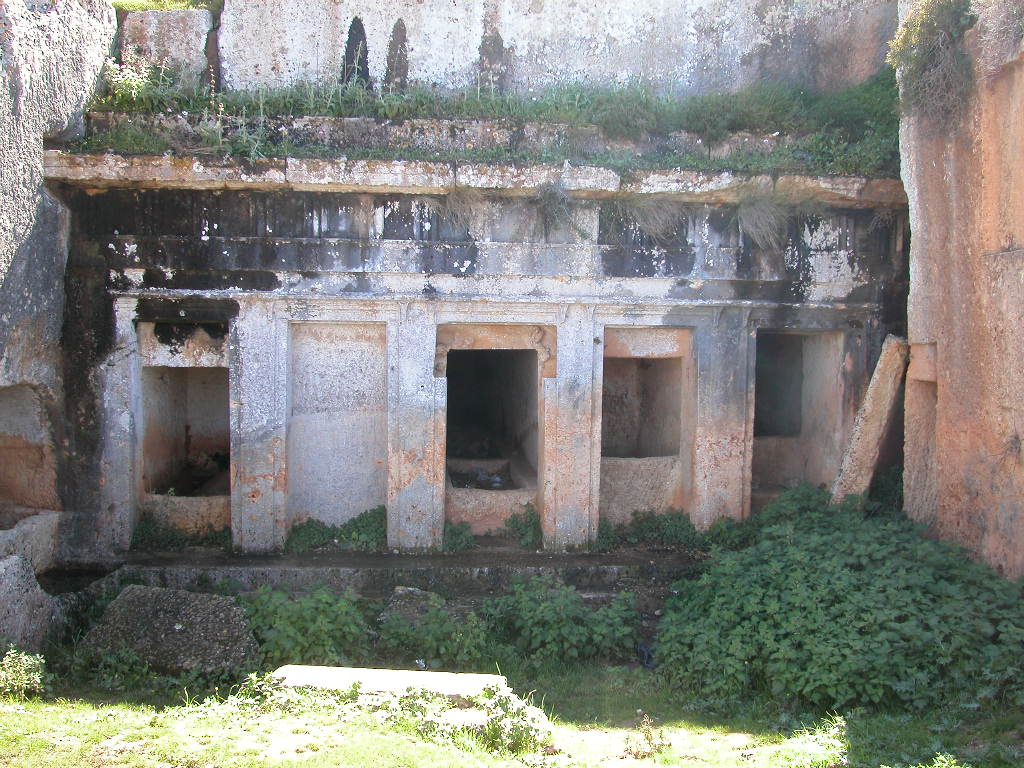
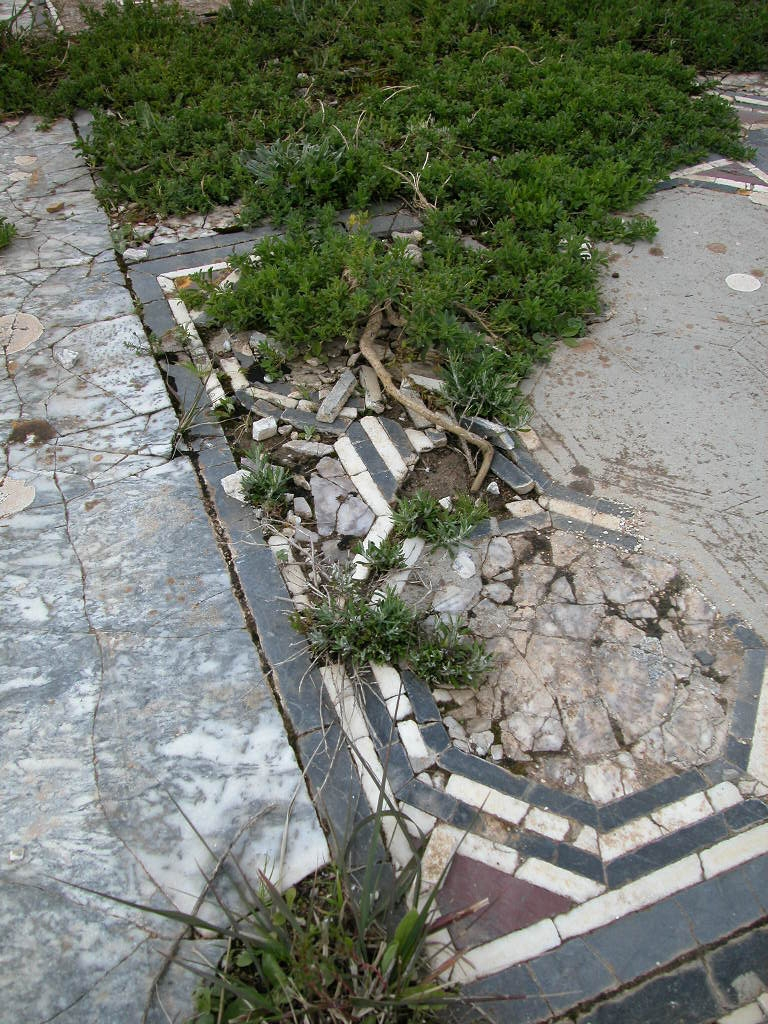
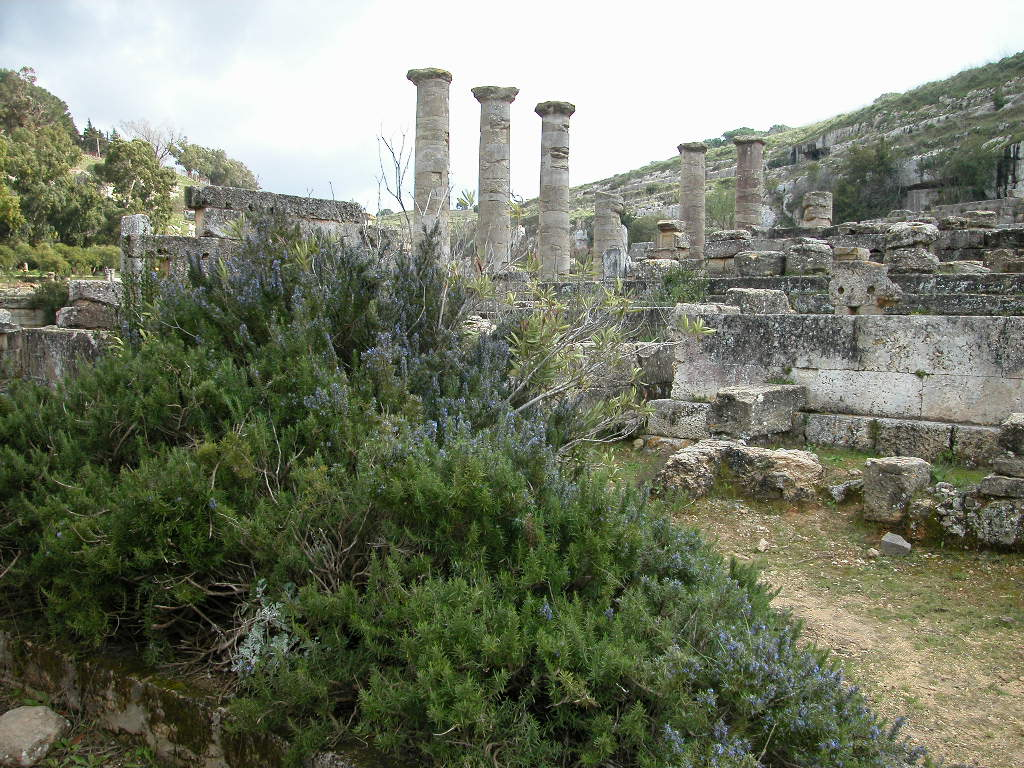
Il santuario di Apollo
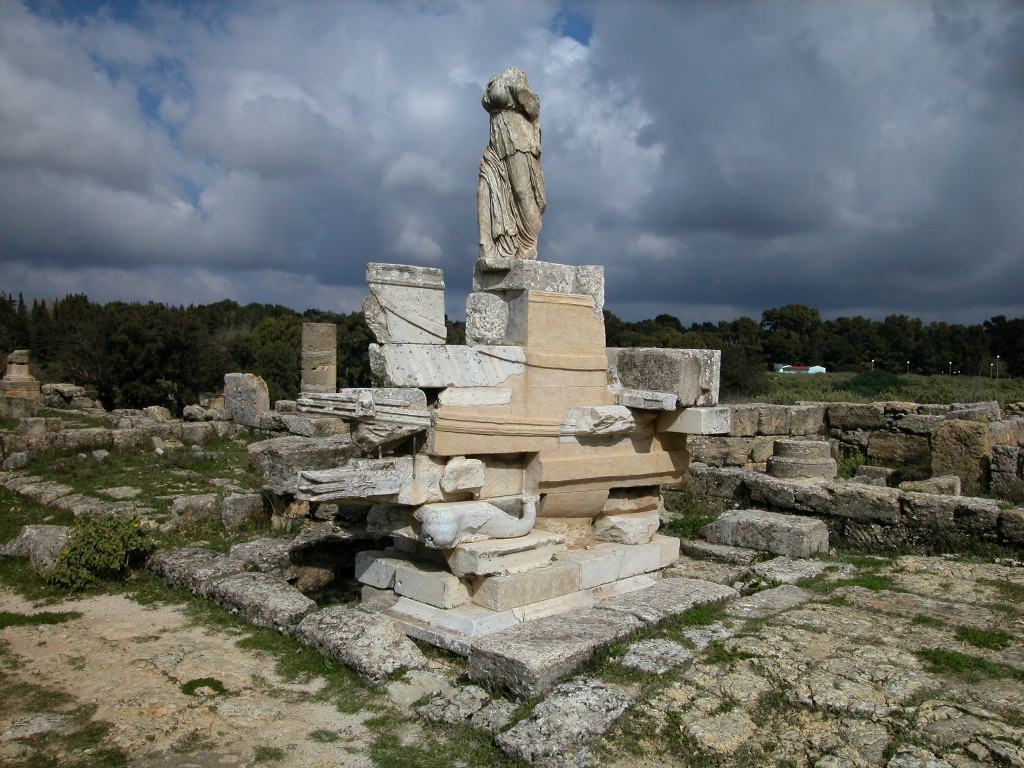
Monumento della vittoria nell'Agora